# 台石台吉
台石台吉（?—?），孛儿只斤氏。又称台失哈不害，16世纪蒙古右翼土默特部領主，俺答汗之孙，辛爱黄台吉的第八子。
台石台吉在宣府（今河北省宣化县）以北驻牧。隆庆五年（1571年），右翼蒙古和明朝达成通贡、互市、封职协议，明朝封台石台吉为指挥佥事。与明朝互市于山西新平市口。